# إسرائيل فاسكيز
إسرائيل فاسكيز (بالإسبانية: Israel Vázquez)‏ (25 ديسمبر 1977 - 3 ديسمبر 2024)، ملاكم مكسيكي. بطل العالم 3 مرَّات في وزن فوق الديك، حقَّق بطولة المجلس العالمي للملاكمة وبطولة الاتحاد الدَّولي للملاكمة. عُرفَ بقوَّة لكَماته وسرعة يده، وهو أحد أشهر الملاكمين في المكسيك والعالم. خاض في مسيرته 49 نزالًا، فاز في 44 وخسر في 5. فاز بالضربة القاضية في 32 نزالًا.

## وفاته
توفي إسرائيل فاسكيز يوم الثلاثاء 3 ديسمبر 2024، عن عمر يناهز 46 عامًا، بعد صراع مع مرض السرطان.

## روابط خارجية
- إسرائيل فاسكيز على موقع بوكس ريك (الإنجليزية) (registration required)